# Działosza (Basse-Silésie)
Pour les articles homonymes, voir Działosza.
Działosza est une localité polonaise de la gmina de Syców, située dans le powiat d'Oleśnica en voïvodie de Basse-Silésie.